# Âm nhạc Việt Nam
Âm nhạc Việt Nam là hệ thống tác phẩm âm nhạc tại Việt Nam. Đây là một phần của lịch sử và văn hóa Việt Nam. Âm nhạc Việt Nam phản ánh những nét đặc trưng của con người, văn hóa, phong tục, địa lý,... của đất nước Việt Nam, trải dài suốt chiều dài Lịch sử Việt Nam.
Âm nhạc Việt Nam bắt đầu từ những nền văn minh đầu tiên qua những phát hiện khảo cổ về những nhạc cụ. Trải qua những triều đại phong kiến, nền âm nhạc Việt Nam có được những nét phát triển rõ rệt. Ngoài ra các nền văn hóa ngoại lai như Trung Hoa, Ấn Độ, Chăm Pa cũng ảnh hưởng đến âm nhạc Việt Nam, dung hòa những yếu tố ảnh hưởng từ nước ngoài với những nét nổi bật vốn có của âm nhạc truyền thống, từ đó tạo nên những loại hình âm nhạc cổ truyền của từng vùng miền như hát xẩm, bài chòi, ca trù, hò, cải lương, đờn ca tài tử, nhã nhạc cung đình Huế, quan họ, chầu văn,...
Giai đoạn Pháp thuộc vào cuối thế kỷ XIX đặc biệt góp phần giúp âm nhạc Việt Nam được tiếp xúc với những phong cách và quan điểm của văn hóa phương Tây, đồng thời tiếp tục phát triển với những nét đặc trưng riêng. Tân nhạc Việt Nam ra đời vào cuối thập niên 1930 với dòng nhạc tiền chiến rồi tiếp hơi cho những làn điệu mới trong thời gian đất nước chia đôi dưới hai chính thể: Việt Nam Cộng hòa và Việt Nam Dân chủ Cộng hòa. Nhạc đỏ ra đời sau năm 1945 ở miền Bắc với sự xuất hiện của nhiều nhạc sĩ nổi tiếng trong khi đó nhiều thể loại âm nhạc mới như nhạc vàng, nhạc trẻ, du ca nở rộ ở miền Nam.
Sau năm 1975, âm nhạc Việt Nam bắt đầu học tập nhiều phong cách từ khắp nơi trên thế giới. Sau khi đất nước mở cửa vào cuối thập niên 1980, đặc biệt là việc những lứa nghệ sĩ chuyên nghiệp đầu tiên được cử đi du học, âm nhạc Việt Nam đã theo kịp xu hướng của thế giới, mang theo nhiều phong cách và thể loại chưa từng xuất hiện tới nền văn hóa đại chúng nói chung và nền âm nhạc nói riêng ở Việt Nam. Ngoài ra, một số lượng lớn nghệ sĩ hải ngoại cũng góp phần xây dựng đáng kể vào sự phát triển của nền âm nhạc Việt Nam ngày nay. Âm nhạc hiện đại Việt Nam bao gồm nhiều yếu tố kết hợp của các nền văn hóa châu Á, châu Âu, thậm chí châu Mỹ và châu Phi qua việc gia tăng cộng tác của các nghệ sĩ trong nước với các nghệ sĩ từ khắp nơi trên thế giới. Trên hết, âm nhạc Việt Nam vẫn giữ được những nét đặc trưng riêng của nền văn hóa truyền thống Việt Nam.

## Lịch sử

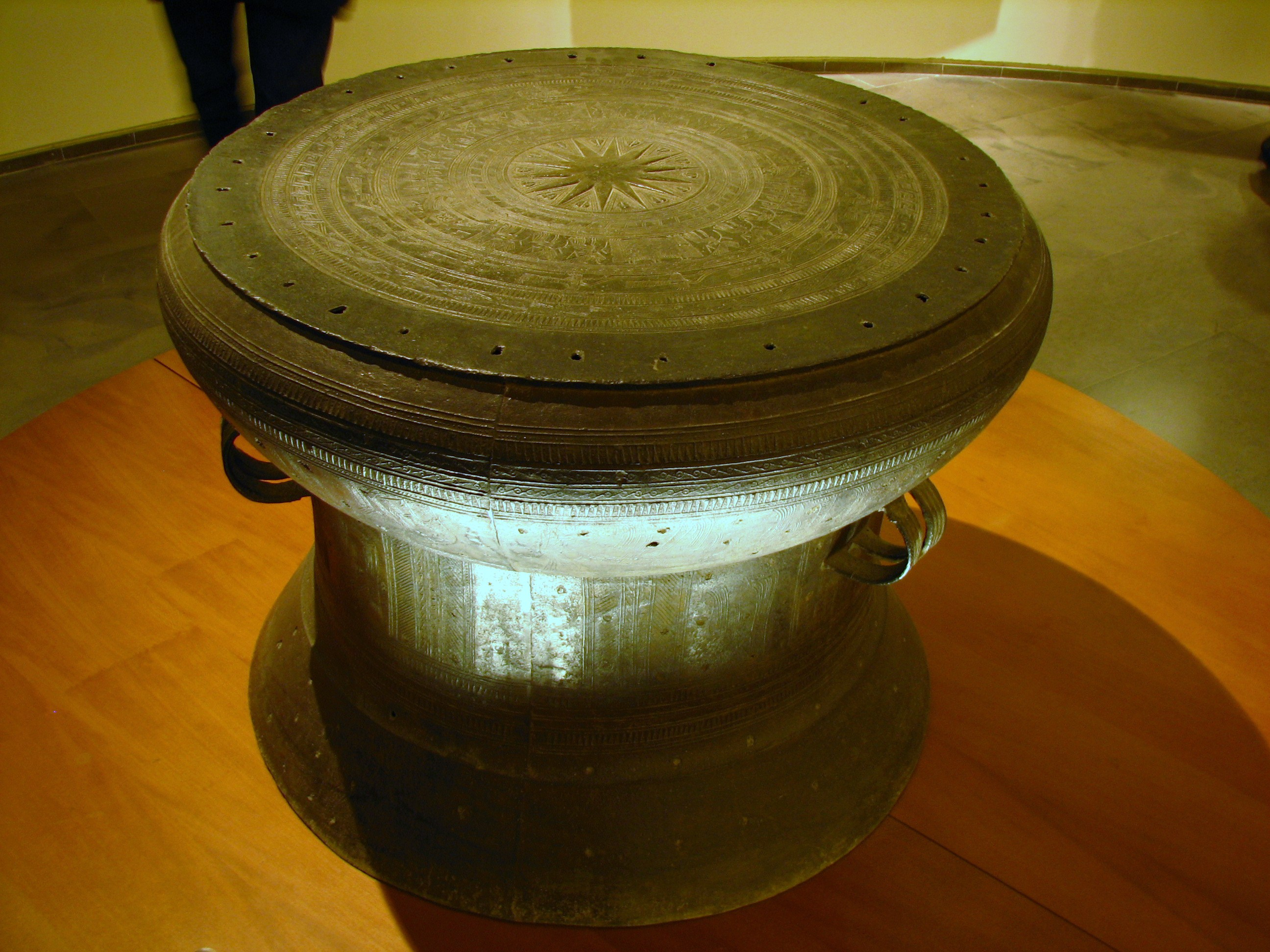
Trống đồng Đông Sơn trưng bày tại Bảo tàng Guimet, Paris, Pháp.

Âm nhạc Việt Nam có một lịch sử lâu dài. Âm nhạc xuất hiện trước chữ viết là phương tiện để con người thể hiện cảm xúc của mình về thế giới xung quanh và cũng là một phần trong sinh hoạt cộng đồng. Âm nhạc ở Việt Nam còn được sử dụng trong sinh hoạt tôn giáo, trong đời sống thường nhật và trong các lễ hội của dân chúng. Từ thời nguyên thủy đã xuất hiện nhạc cụ trong đó có đàn đá được xem là một loại nhạc cụ cổ xưa nhất của nhân loại. Đến thời kỳ đồ đồng xuất hiện trống đồng và các loại nhạc cụ khác. Do sự đa dạng về mặt sắc tộc nên các loại nhạc cụ bản địa tại Việt Nam hết sức phong phú và có lịch sử lâu đời. Cũng chính điều này khiến nền âm nhạc của Việt Nam mang nhiều sắc thái. Mỗi dân tộc sở hữu nhiều loại hình âm nhạc khác nhau thuộc hai thể loại thanh nhạc và khí nhạc. Ảnh hưởng của văn hóa Trung Hoa lên âm nhạc Việt Nam khá mạnh với sự xuất hiện của nhiều loại nhạc cụ Trung Hoa như đàn tỳ bà, đàn tranh, đàn nhị... trên lãnh thổ Việt Nam. Tuy nhiên âm nhạc cổ truyền của Việt Nam không hoàn toàn giống âm nhạc cổ truyền Trung Hoa. Ngoài ra còn có các loại nhạc cụ có nguồn gốc Ấn Độ như trống cơm, trống lục lạc...

## Âm nhạc cổ truyền
Gồm nhạc dân gian, nhạc thính phòng, kịch hát, nhạc cung đình

### Chèo

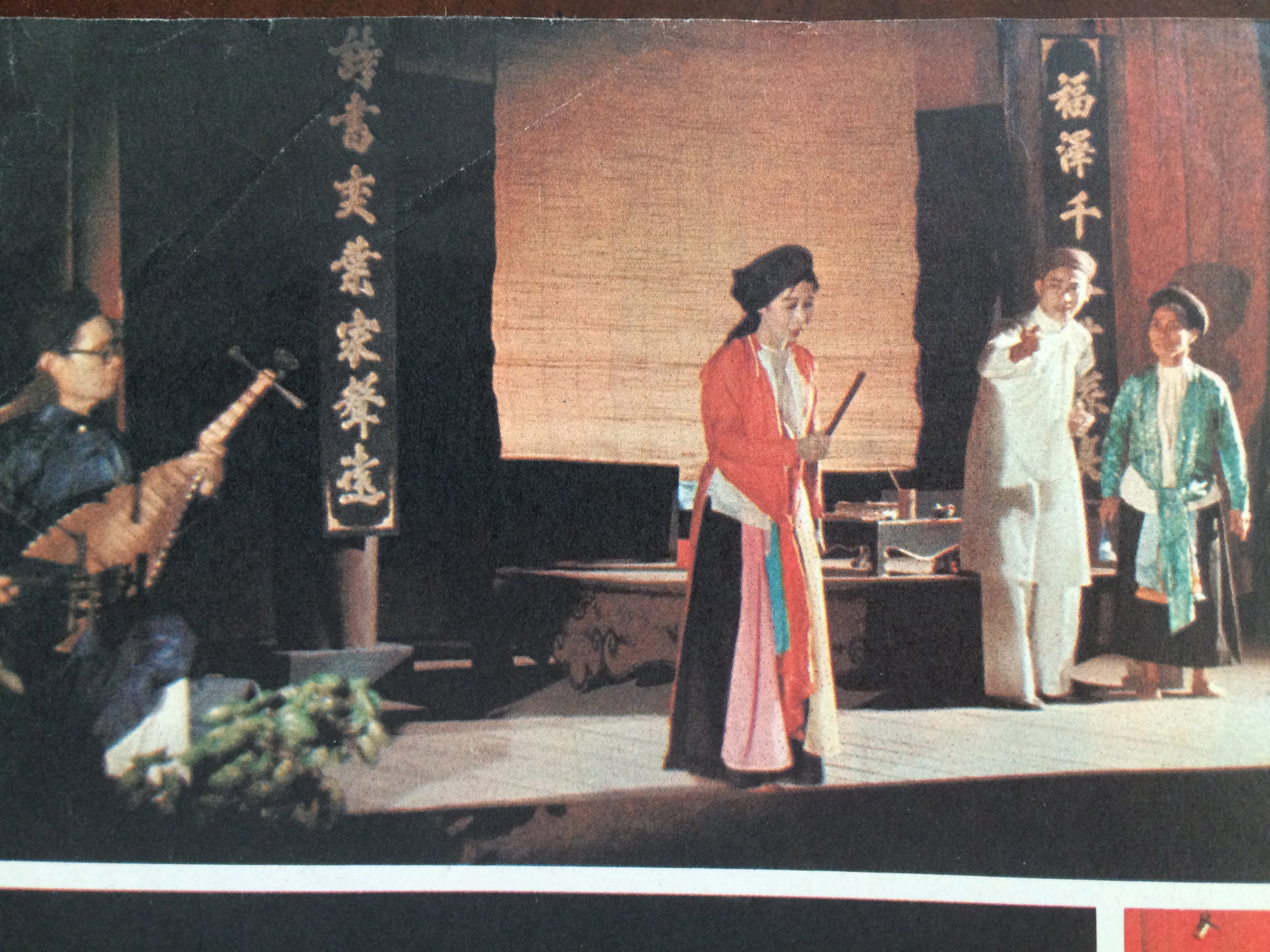
Chèo Quan âm Thị Kính của soạn giả Vũ Khắc Khoan hiệu đính diễn tại Trường Quốc gia Âm nhạc và Kịch nghệ Sài Gòn, năm 1972

Vào thế kỷ XV, vua Lê Thánh Tông không cho phép biểu diễn chèo trong cung đình, do chịu ảnh hưởng của đạo Khổng. Chèo trở về với nông dân, kịch bản lấy từ truyện viết bằng chữ Nôm. Tới thế kỷ XVIII, hình thức chèo đã được phát triển mạnh ở vùng nông thôn Việt Nam và tiếp tục phát triển, đạt đến đỉnh cao vào cuối thế kỷ XIX. Những vở nổi tiếng như Quan Âm Thị Kính, Lưu Bình – Dương Lễ, Kim Nham, Trương Viên xuất hiện trong giai đoạn này. Đến thế kỷ XIX, chèo chịu ảnh hưởng của tuồng, khai thác một số tích truyện như Tống Trân, Phạm Tải, hoặc tích truyện Trung Quốc như Hán Sở tranh hùng. Đầu thế kỷ XX, chèo được đưa lên sân khấu thành thị trở thành chèo văn minh. Có thêm một số vở mới ra đời dựa theo các tích truyện cổ tích, truyện Nôm như Tô Thị, Nhị độ mai.
Đồng bằng châu thổ sông Hồng luôn là cái nôi của nền văn minh lúa nước của người Việt. Mỗi khi vụ mùa được thu hoạch, họ lại tổ chức các lễ hội để vui chơi và cảm tạ thần thánh đã phù hộ cho vụ mùa no ấm. Nhạc cụ chủ yếu của chèo là trống chèo. Chiếc trống là một phần của văn hoá cổ Việt Nam, người nông dân thường đánh trống để cầu mưa và biểu diễn chèo.

### Xẩm

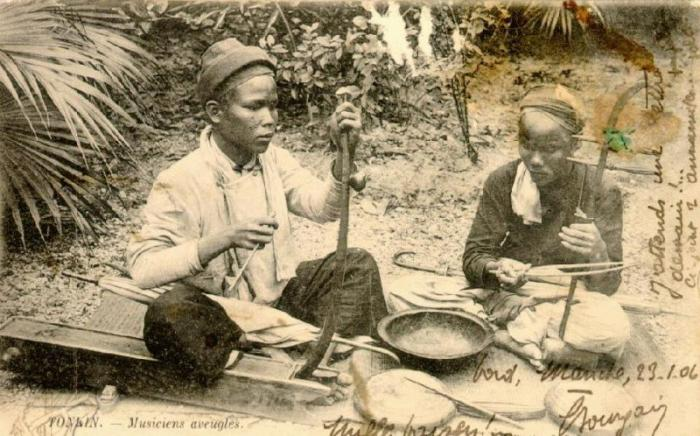
Hai người xẩm chợ, Hải Phòng, thời Pháp thuộc.

Theo truyền thuyết, đời nhà Trần, vua cha Trần Thánh Tông có 2 hoàng tử là Trần Quốc Toán và Trần Quốc Đĩnh. Do tranh giành quyền lực nên Trần Quốc Đĩnh bị Trần Quốc Toán hãm hại, chọc mù mắt rồi đem bỏ giữa rừng sâu. Tỉnh dậy, 2 mắt mù lòa nên Trần Quốc Đĩnh chỉ biết than khóc rồi thiếp đi. Trong mơ, Bụt hiện ra dạy cho ông cách làm một cây đàn với dây đàn làm bằng dây rừng và gẩy bằng que nứa. Tỉnh dậy, ông mò mẫm làm cây đàn và thật lạ kỳ, cây đàn vang lên những âm thanh rất hay khiến chim muông sà xuống nghe và mang hoa quả đến cho ông ăn. Sau đó, những người đi rừng nghe tiếng đàn đã tìm thấy và đưa ông về. Trần Quốc Đĩnh dạy đàn cho những người nghèo, người khiếm thị. Tiếng đồn về những khúc nhạc của ông lan đến tận hoàng cung, vua vời ông vào hát và nhận ra con mình. Trở lại đời sống cung đình, nhưng Trần Quốc Đĩnh vẫn tiếp tục mang tiếng đàn, lời ca dạy cho người dân để họ có nghề kiếm sống. Hát xẩm đã ra đời từ đó, và Trần Quốc Đĩnh được suy tôn là ông tổ nghề hát xẩm nói riêng cũng như hát xướng dân gian Việt Nam nói chung. Người dân lấy ngày 22 tháng 2 và 22 tháng 8 âm lịch làm ngày giỗ của ông. Trung tâm Phát triển Nghệ thuật Âm nhạc Việt Nam thuộc Hội Nhạc sĩ Việt Nam đã lập ra một giải thưởng mang tên Trần Quốc Đĩnh nhằm tôn vinh, hỗ trợ các nghệ nhân, nghệ sĩ, nhà sưu tầm, nghiên cứu, nhà báo có công lao, đóng góp cho lĩnh vực âm nhạc truyền thống và trao giải lần đầu tiên năm 2008.
Theo chính sử thì vua Trần Thánh Tông không có hoàng tử tên Đĩnh hay Toán. Thái tử con vua Thánh Tông tên là Khảm, sau lên ngôi là vua Nhân Tông; một người con nữa là Tả Thiên vương. Vì vậy nguồn gốc hát xẩm là dựa trên thánh tích chứ không truy được ra trong chính sử.

### Quan họ

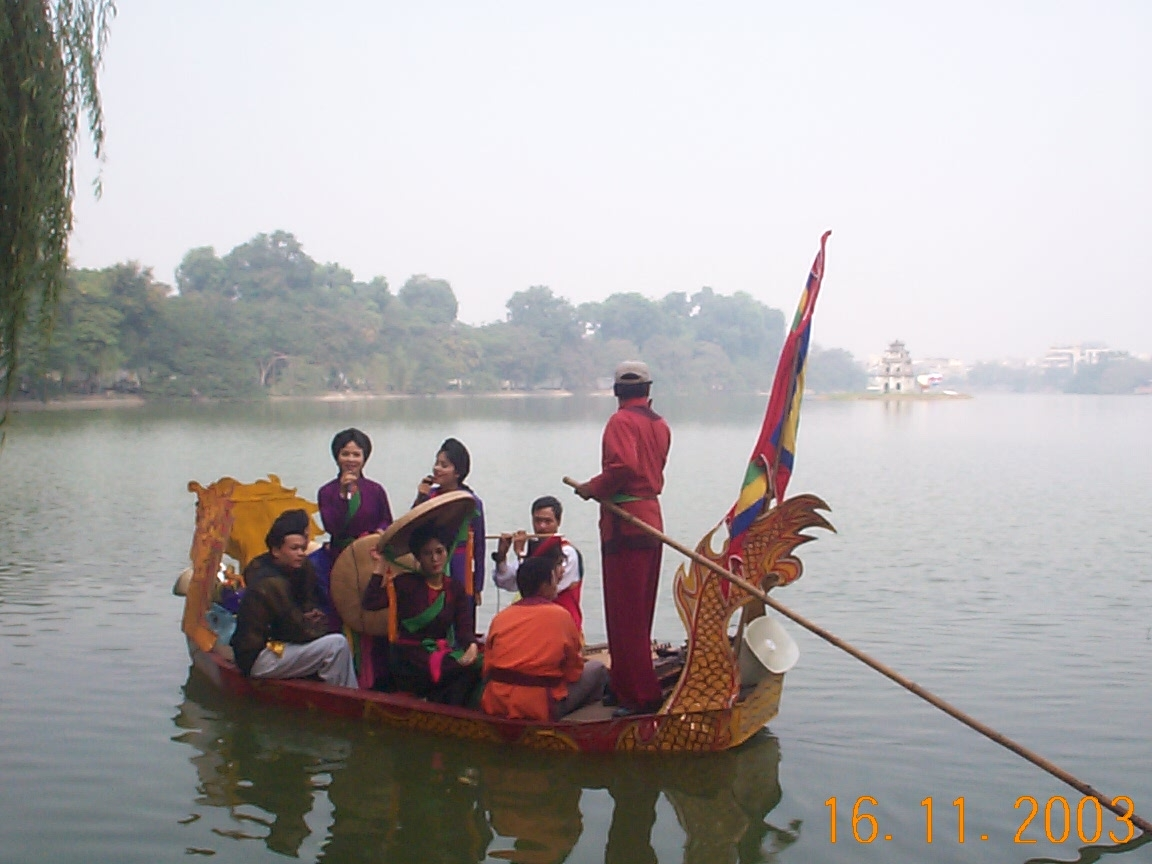
Liền anh, liền chị hát quan họ mới trên thuyền tại hồ Hoàn Kiếm, Hà Nội

Ý nghĩa từ Quan họ thường được tách thành hai từ rồi lý giải nghĩa đen về mặt từ nguyên của quan và của họ. Điều này dẫn đến những kiến giải về Quan họ xuất phát từ âm nhạc cung đình, hay gắn với sự tích một ông quan khi đi qua vùng Kinh Bắc đã ngây ngất bởi tiếng hát của liền anh, liền chị ở đó và đã dừng bước để thưởng thức (họ). Tuy nhiên cách lý giải này đã bỏ qua những thành tố của không gian sinh hoạt văn hóa quan họ như hình thức sinh hoạt (nghi thức các phường kết họ khiến anh hai, chị hai suốt đời chỉ là bạn, không thể kết thành duyên vợ chồng), diễn xướng, cách thức tổ chức và giao lưu, lối sử dụng từ ngữ đối nhau về nghĩa và thanh điệu trong sinh hoạt văn hóa đối đáp dân gian.

### Hát chầu văn
Hát chầu văn là loại hình nghệ thuật ca hát cổ truyền của Việt Nam. Đây là hình thức lễ nhạc trong nghi thức hầu đồng của tín ngưỡng Tứ phủ và tín ngưỡng thờ Đức Thánh Trần (Đức Thánh Vương Trần Hưng Đạo), một tín ngưỡng dân gian Việt Nam. Bằng cách sử dụng âm nhạc mang tính tâm linh với các lời văn trau chuốt nghiêm trang, chầu văn được coi là hình thức ca hát mang ý nghĩa chầu thánh. Hát văn có xuất xứ ở vùng đồng bằng Bắc Bộ. Thời kỳ thịnh vượng nhất của hát văn là cuối thế kỷ XIX, đầu thế kỷ XX. Vào thời gian này, thường có các cuộc thi hát để chọn người hát cung văn. Từ năm 1954, hát văn dần dần mai một vì hầu đồng bị cấm do bị coi là mê tín dị đoan.
Chầu văn sử dụng nhiều thể thơ khác nhau như thơ thất ngôn, song thất lục bát, lục bát, nhất bát song thất (có thể gọi là song thất nhất bát gồm có một câu tám và hai câu bảy chữ), hát nói,... Các thí dụ minh họa: - Thể thất ngôn: (trích đoạn bỉ của văn công đồng)
森森鶴駕從空下
Sâm sâm hạc giá tòng không hạ
顯顯鸞輿滿坐前
Hiển hiển loan dư mãn tọa tiền
不舍威光敷神力
Bất xả uy quang phu thần lực
證明功德量無邊
Chứng minh công đức lượng vô biên

### Ca trù

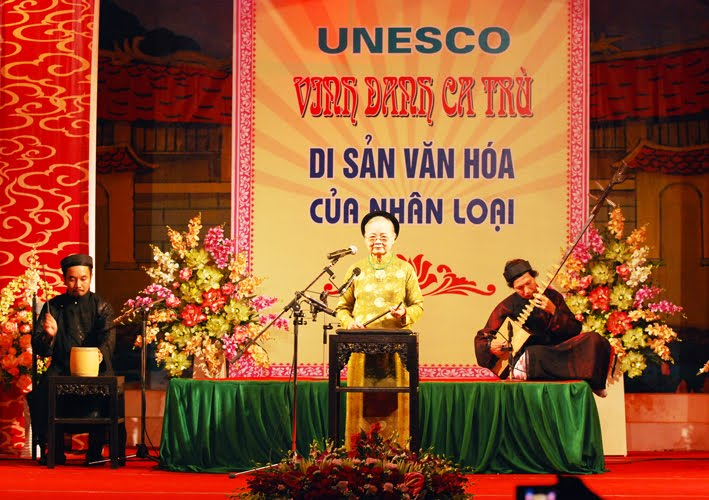
Một buổi vinh danh ca trù

Ca trù là bộ môn nghệ thuật truyền thống ở phía Bắc Việt Nam kết hợp hát cùng một số nhạc cụ dân tộc. Ca trù thịnh hành từ thế kỷ XV, từng là một loại ca trong cung đình và được giới quý tộc và học giả yêu thích.
Ngày 1 tháng 10 năm 2009, tại kỳ họp lần thứ tư của Ủy ban Liên Chính phủ Công ước UNESCO Bảo vệ di sản văn hóa phi vật thể (từ ngày 28 tháng 9 tới ngày 2 tháng 10 năm 2009), ca trù đã được công nhận là di sản phi vật thể cần bảo vệ khẩn cấp. Đây là di sản văn hóa thế giới có vùng ảnh hưởng lớn nhất Việt Nam, có phạm vi tới 16 tỉnh, thành phố phía Bắc. Hồ sơ đề cử Ca trù là di sản văn hóa thế giới với không gian văn hóa Ca trù trải dài khắp 16 tỉnh phía Bắc gồm: Phú Thọ, Vĩnh Phúc, Hà Nội, Thái Bình, Bắc Giang, Bắc Ninh, Hải Phòng, Hải Dương, Hưng Yên, Hà Nam, Nam Định, Ninh Bình, Thanh Hóa, Nghệ An, Hà Tĩnh và Quảng Bình.

### Hò
Hò là loại ca hát trình diễn dân gian phổ biến đến đời sống, là nét văn hóa của miền Trung và miền Nam. Có nguồn gốc lao động sông nước, diễn tả tâm tư tình cảm của người lao động.
Trong sinh hoạt những đêm trăng những nhóm con trai đi chơi, thường cất lên những điệu hò để dò hỏi những cô gái về những công việc. Điệu hò giao duyên giữ hai bên đối đáp lại nhau, người con gái hay một nhóm sẽ hò đáp trả lại khi đó. Trên sông nước khi đi đò, người hò thường hò điệu giao duyên giữa hai chiếc đò gần nhau.
Các loại hò phổ biến:
- Hò Đồng Tháp
- Hò kéo lưới
- Hò Qua sông hái củi
- Hò khoan
- Hò mái nhì
- Hò Giã gạo
- Hò Xay lúa
- Hò Kéo gỗ
- Hò Đạp lúa

### Nhạc cung đình

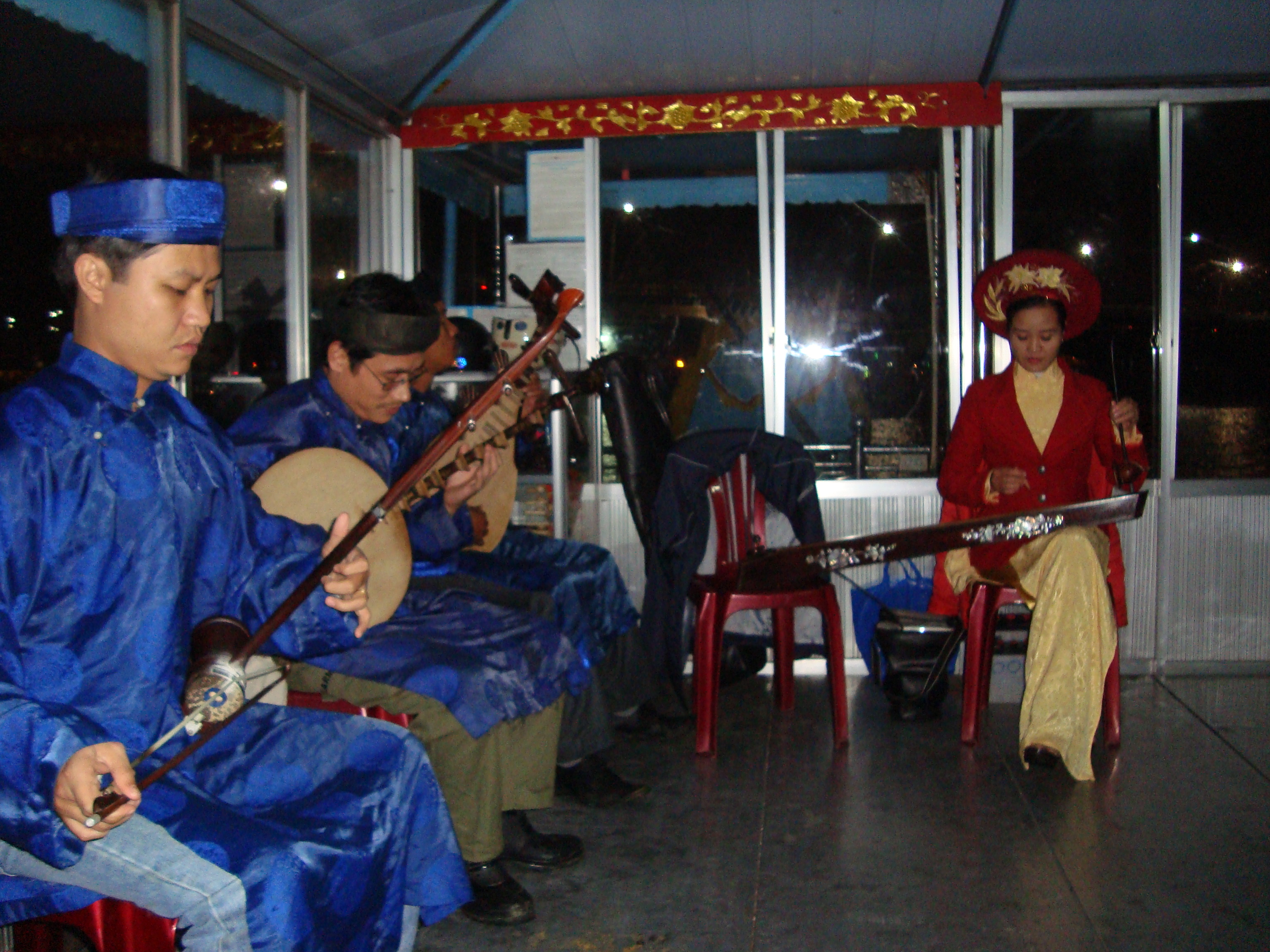
Dàn nhạc ca Huế trên sông Hương

Nhã nhạc là hình thức phổ biến của âm nhạc cung đình, đề cập đến các thể loại nhạc triều đình được chơi trong các dịp lễ hội từ thời Nhà Trần đến thời Nhà Nguyễn (triều đại cuối cùng của Việt Nam). Nhã nhạc được các hoàng đế chúa Nguyễn tổng hợp và phát triển trở thành tầm vóc của quốc gia.
Ở các triều đại Việt Nam thế kỷ 19 cũng có nhiều điệu múa hoàng gia rất đặc sắc hiện vẫn còn tồn tại cho đến ngày nay. Chủ đề của hầu hết các điệu múa này là  chúc nhà Vua trường thọ và sự giàu có hưng thịnh của đất nước.

### Nhạc tài tử

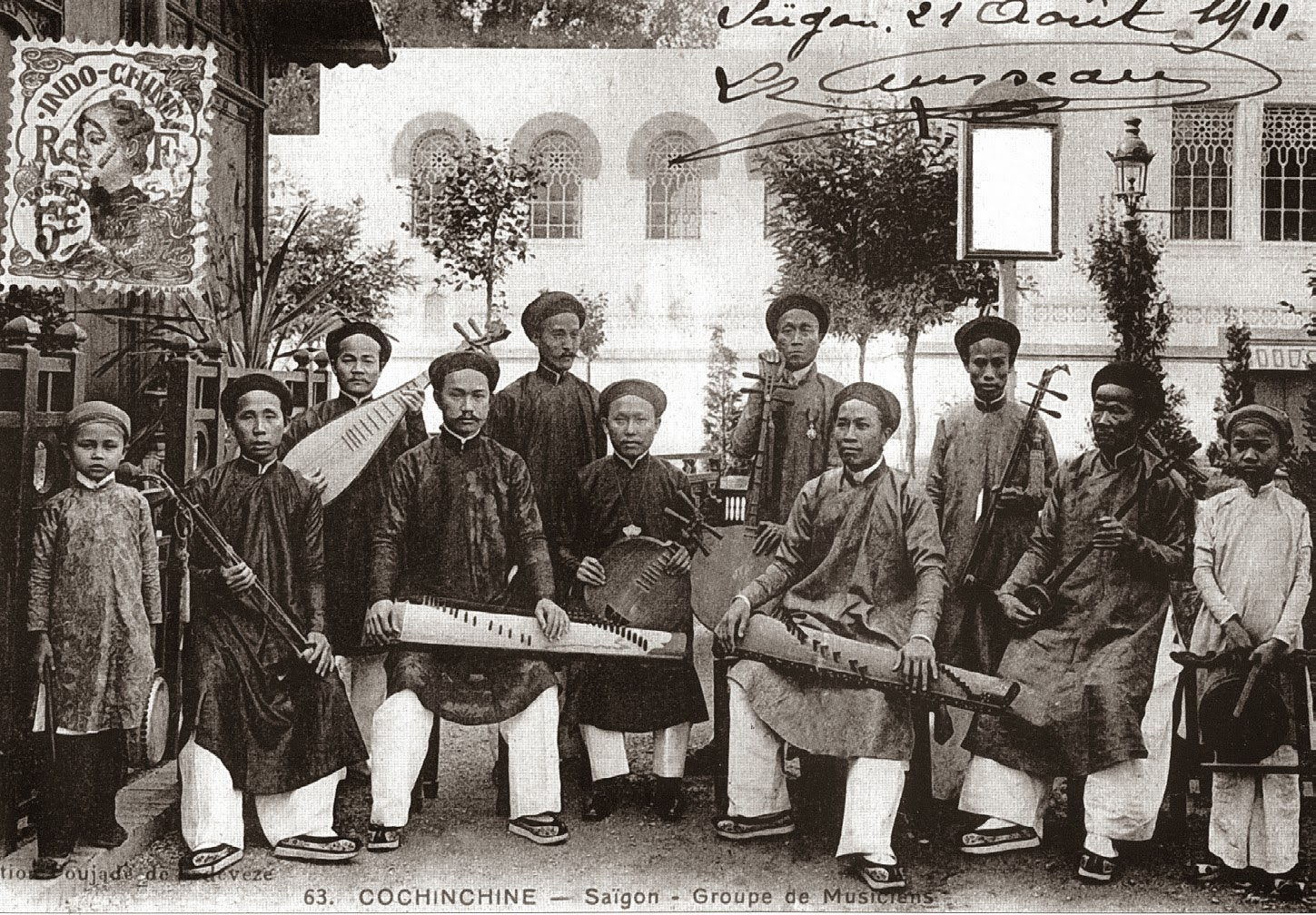
Một ban nhạc đờn ca tài tử Sài Gòn năm 1911

Bắt nguồn từ Nhã nhạc cung đình Huế và văn học dân gian , nhạc tài tử được hình thành và phát triển vào cuối thế kỷ 19. Nhạc tài tử là loại hình diễn tấu có ban nhạc gồm bốn loại là đàn kìm, đàn cò, đàn tranh và đàn bầu (gọi là tứ tuyệt), sau này có cách tân bằng cách thay thế độc huyền bằng cây guitar phím lõm. Những người tham gia phần nhiều là bạn bè, chòm xóm với nhau. Họ tập trung lại để cùng chia sẻ thú vui tao nhã nên thường không câu nệ về trang phục... Đây là loại hình nghệ thuật của đàn và ca, do những người bình dân, thanh niên nam nữ nông thôn Nam Bộ ca hát sau những giờ lao động.

## Tân nhạc
Tân nhạc Việt Nam là thể nhạc lấy nhạc ngữ Tây phương làm nền tảng. Các sáng tác có thể chia làm thanh nhạc và khí nhạc, theo phong cách thính phòng, dân gian và nhạc nhẹ, hoặc cũng có thể chia theo các giai đoạn lịch sử với những đặc điểm khác nhau. Cách phân chia phổ biến là theo giai đoạn lịch sử. Về khí nhạc, nổi bật các sáng tác: Giao hưởng số 1 "Quê hương" (Hoàng Việt), "Bài ca chim ưng" (Đàm Linh), "Miền Nam quê hương ta ơi" (Huy Du), "Trở về đất mẹ" (Nguyễn Văn Thương), "Thành đồng Tổ Quốc" (Hoàng Vân), "Suối đàn T'rưng" (Nhật Lai), "Tiếng sáo quê hương" (Văn Chung), "Người về đem tới ngày vui" (Trọng Bằng), "Vì miền Nam" (Huy Thục), "Mẹ Việt Nam" (Nguyễn Văn Nam), "Cung đàn đất nước", "Chung một niềm tin", "Xuân quê hương" (Xuân Khải), "Tình yêu của biển" (Cát Vận), "Đất và hoa" (Quang Hải), Buồn,Vui và Khát Vọng (Tô Hải),... các sáng tác ở hải ngoại của Nguyễn Thiên Đạo, Tôn Thất Tiết... Các sáng tác thanh nhạc, cũng như khí nhạc, có thể chia làm ba dòng: "'Thính phòng - Nhạc nhẹ - Dân gian"'. Cách phân chia này phổ biến trên toàn thế giới, nhưng không rành mạch.
Dòng thính phòng để chỉ các sáng tác nhạc cổ điển (nhạc nghệ thuật), phong cách thính phòng, và các ca khúc hát theo phong cách thính phòng. Một số các tác phẩm của các nhạc sĩ tiền chiến như Văn Cao ("Thiên Thai", "Trương Chi",...), Phạm Duy ("Tình ca", "Đường chiều lá rụng", "Chiều về trên sông", "Con đường Cái Quan"...), Cung Tiến ("Hương xưa,"...), phần lớn các tác phẩm nhạc đỏ của các nhạc sĩ Văn Cao ("Sông Lô",...), Đỗ Nhuận ("Du kích sông Thao", "Áo mùa Đông", opera "Cô Sao"...), Hoàng Việt, Hoàng Hiệp, Hoàng Vân ("Hồi tưởng", "Việt Nam muôn năm", "Guồng nước quay", "Vượt núi,"...),... và một số tác phẩm về sau. Các sáng tác này hay được chơi với dàn nhạc giao hưởng/thính phòng hay bán cổ điển. Một dòng khác hay được xem là tách ra từ nhạc cổ điển là dòng hành khúc, hay chơi với ban/dàn kèn đồng.
Dòng nhạc nhẹ (từ nhạc nhẹ dịch từ tiếng Nga sang), để chỉ các ca khúc hay được xem là nhạc thị trường, nhạc đại chúng, thường viết với giai điệu và cấu trúc đơn giản, chơi với ban nhạc nhẹ, phong cách acoustic, hay sử dụng các nhạc cụ điện tử. Các tác phẩm nổi tiếng như của Đặng Thế Phong, Đoàn Chuẩn, Nguyễn Đình Phúc, Nguyễn Văn Thương, Cung Tiến... thời tiền chiến, các nhạc sĩ Trịnh Công Sơn, Vũ Thành An, Ngô Thụy Miên, Văn Phụng, Y Vân, Lam Phương, Song Ngọc,... trước 1975 ở miền Nam Việt Nam. Trong giai đoạn 1975 - 1978, dòng nhạc nhẹ bị Nhà nước Việt Nam cấm. Đến năm 1979 dòng nhạc này được cho phép nhưng bị giới hạn trong các sáng tác ca khúc chính trị, đến cuối thập niên 1980 được cho phép rộng rãi. Ngày nay nhạc nhẹ hay để chỉ cho dòng nhạc trữ tình (ballad); và nhạc trẻ hay còn gọi là nhạc đương đại, với các tác giả tiêu biểu sau 1975 như Trần Tiến, Phú Quang,... ở hải ngoại như Đức Huy,... và thế hệ trẻ hơn như Đức Trí, Việt Anh, Hồ Hoài Anh, Phan Mạnh Quỳnh...
Dòng nhạc dân gian, thực chất là nhạc mới nhưng âm hưởng dân gian, được chỉ cho các tác phẩm tân nhạc mang âm hưởng dân gian (dân ca,...), là sự pha trộn nhạc thính phòng với nhạc dân gian (nhiều sáng tác nhạc đỏ, nhạc quê hương như của Phan Huỳnh Điểu, Hoàng Vân, Nguyễn Văn Tý, Trần Hoàn, Thuận Yến, An Thuyên..., nhiều sáng tác của Phạm Duy,...), sự pha trộn nhạc nhẹ (ballad) với nhạc dân gian (của nhiều tác giả Y Vân, Lam Phương, Trúc Phương, Lê Dinh, Anh Bằng, Duy Khánh... (hay được xếp nhạc vàng), hay của Trần Tiến,...), sự pha trộn nhạc trẻ (đương đại) với nhạc dân gian (của Nguyễn Cường, Lê Minh Sơn, Trần Tiến...). Các ca khúc này thường hát có các nhạc cụ dân tộc, nhưng cũng có thể không.
Cách phân chia phổ biến nhất có tính đại chúng là theo các giai đoạn lịch sử.

### Nguồn gốc

Nguyễn Xuân Khoát

### Giai đoạn 1945–1954

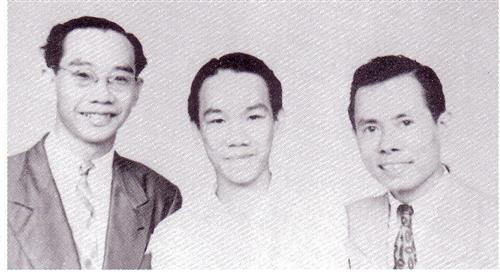
Trần Văn Khê, Trần Văn Trạch và Lê Thương ở Sài Gòn năm 1949

#### Miền Bắc

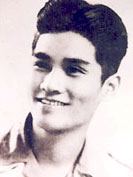
Nguyễn Văn Tý

#### Miền Nam

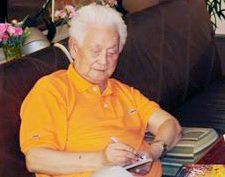
Phạm Duy

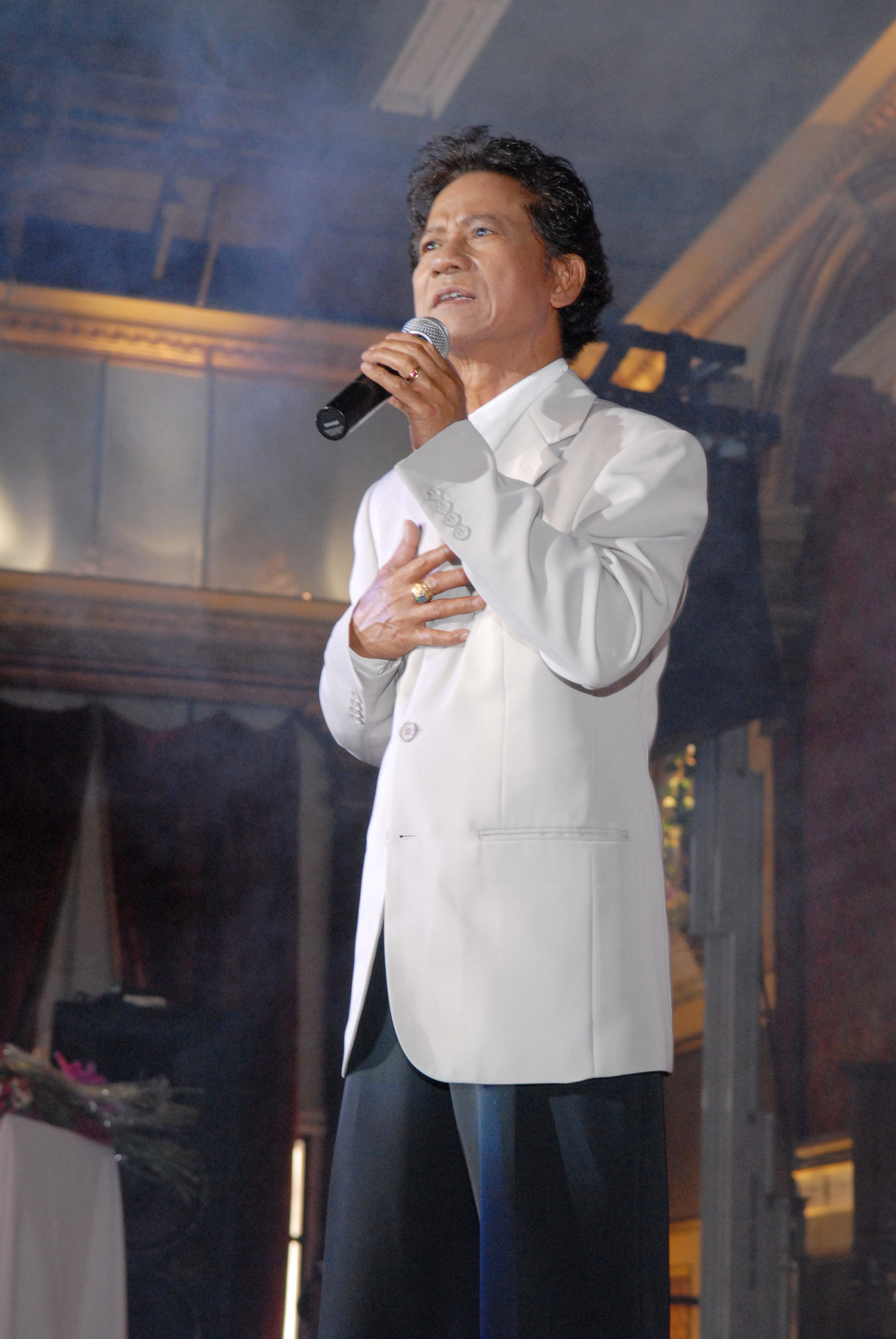
Chế Linh, cùng với Duy Khánh, Hùng Cường và Nhật Trường được xem là "'Tứ trụ nhạc vàng"' của Việt Nam Cộng hòa trước năm 1975.